# Contact Air
Contact Air Flugdienst was een regionale luchtvaartmaatschappij met als thuishaven Stuttgart in Duitsland. Zij leverde reguliere diensten als deel van het Lufthansa Regional systeem.

## Code-informatie
- ICAO Code: KIS
- Roepletters: Contact Air

## Geschiedenis
De luchtvaartmaatschappij werd in 1974 gesticht en begon datzelfde jaar met het leveren van diensten. In april 1996 sloot zij zich aan bij het Team Lufthansa. In september 2012 werd Contact Air overgenomen door OLT Express.

## Luchtvloot
De luchtvloot van Contact Air bestond uit de volgende vliegtuigen (september 2011):
- 8 Fokker 100's

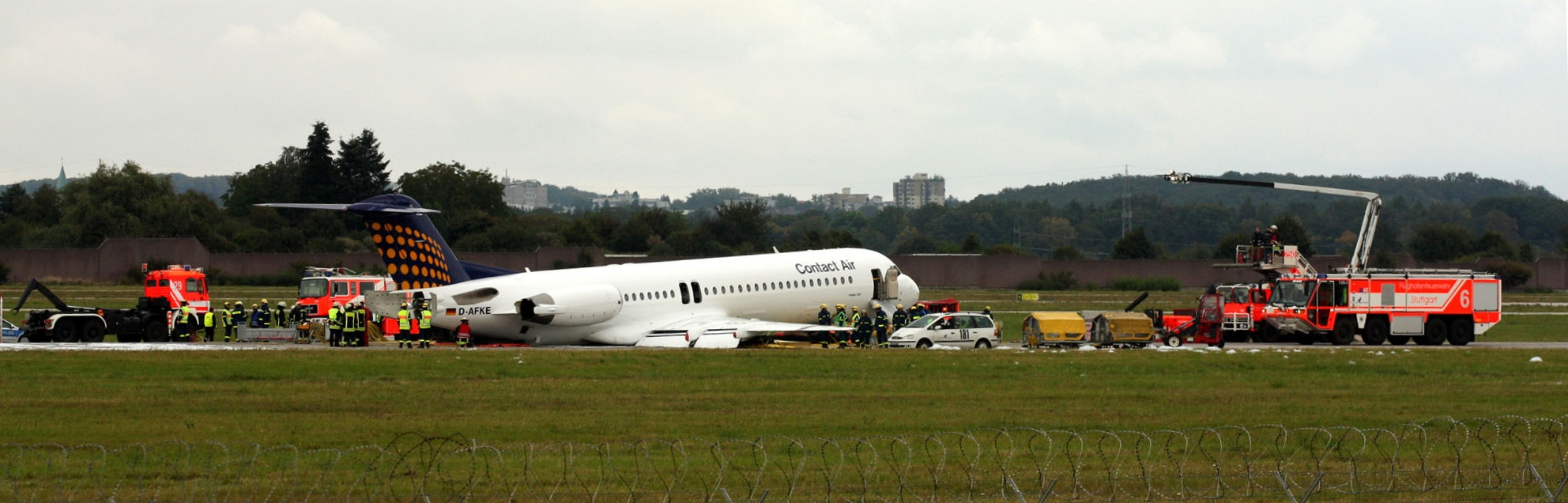
D-AFKE na de noodlanding
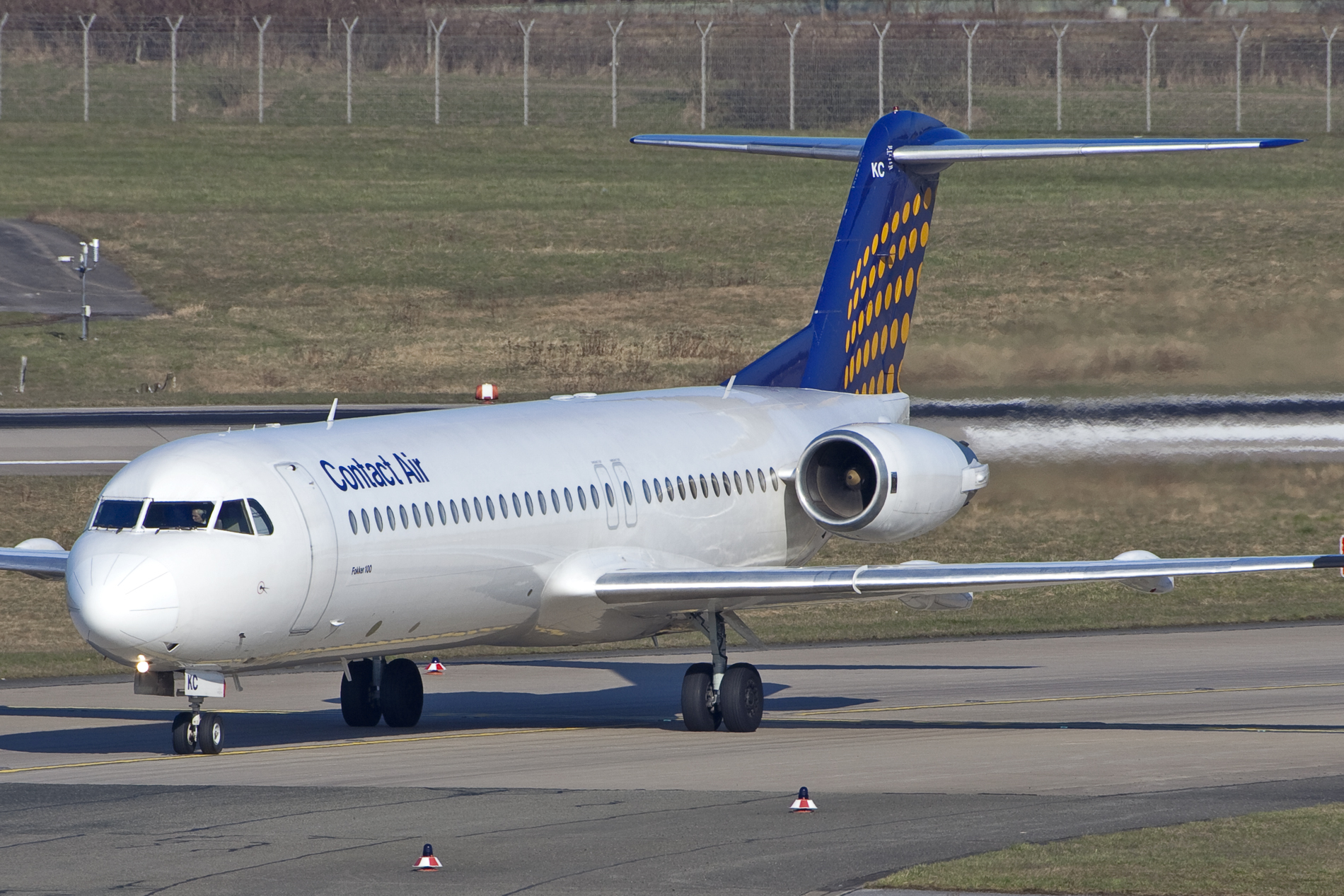
D-AFKC FK100 in Düsseldorf in 2011, in 2019 verongelukt bij Almaty

## Ongevallen
- Op 6 januari 1993 stortte een Bombardier Dash 8Q-300 van Contact Air neer. Het vliegtuig, met registratie D-BEAT, stortte neer bij de landing op de luchthaven Roissy-Charles-de-Gaulle bij Parijs.
- Op 14 september 2009 moest een Fokker 100, met registratienummer D-AFKE, een noodlanding maken door een defect bij het hoofdlandingsgestel.